# جورج واشنطن ارين
جورج واشنطن ارين (بالإنجليزية: George Washington Warren)‏ هو سياسي أمريكي، ولد في 1 أكتوبر 1813 في وترتاون في الولايات المتحدة، وتوفي في 13 مايو 1883 في بوسطن في الولايات المتحدة. حزبياً، نشط في حزب اليمين. وقد انتخب عضو مجلس نواب ماساتشوستس.